# Hans Ottomeyer

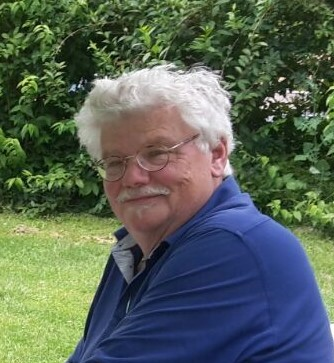
Hans Ottomeyer, 2017

Hans Ottomeyer (* 12. März 1946 in Detmold) ist ein deutscher Kunsthistoriker und ehemaliger Präsident der Stiftung Deutsches Historisches Museum in Berlin.

## Leben
Hans Ottomeyer ist ein Urenkel des Industriepioniers Friedrich Ottomeyer, des Begründers der westfälischen Unternehmerfamilie Ottomeyer.
Er studierte Jura, Klassische Archäologie, Literatur- und Kunstgeschichte an den Universitäten Göttingen, Freiburg, Berlin sowie unter Willibald Sauerländer in München, André Chastel in Paris und Anthony Blunt in London. 1976 wurde er an der Universität München promoviert. Thema seiner 1981 erschienenen Dissertation ist Das frühe Œuvre Charles Perciers. Zu den Anfängen des Historismus in Frankreich.
Als Volontär in der Bayerischen Schlösserverwaltung war Ottomeyer in den Jahren 1976/77 mit der Rekonstruktion der Originalausstattung des Königsbaus der Münchner Residenz betraut. Empirische Basis seiner Arbeit war die grundlegende Quellen- und Inventarforschung. Von 1978 bis 1980 arbeitete er an der Planung und Durchführung der Ausstellung des Hauses der Bayerischen Geschichte Wittelsbach und Bayern. Krone und Verfassung. König Max I. Joseph und der neue Staat. Ab 1981 erarbeitete er die Ausstellung des Germanischen Nationalmuseums in Nürnberg Leben und Arbeiten im Industriezeitalter: zur bayerischen Wirtschaft- und Sozialgeschichte seit 1850.
1983 wurde Ottomeyer Konservator am Münchner Stadtmuseum und leitete dort bis 1995 die Fachabteilungen für Möbel. Er konzipierte und kuratierte Ausstellungen wie Biedermeiers Glück und Ende. … die gestörte Idylle 1815–1848 (1987), Die Meister des Münchner Jugendstils (1989), Die anständige Lust. Von Esskultur und Tafelsitten (1993) und Die Kunst zu Werben (1996). Daneben fungierte er in München als kommissarischer Geschäftsführer der Villa Stuck e. V. und betreute die Überführung des Vereins in eine öffentliche Stiftung.
1995 wurde Ottomeyer zum Direktor der Staatlichen Museen Kassel berufen und leitete Umbau und Neueinrichtung von Schloss Wilhelmshöhe mit Antikensammlung und Gemäldegalerie. Er kuratierte hier große kulturgeschichtliche Ausstellungen wie Katharina die Große (1997), Moritz der Gelehrte. Ein Renaissancefürst in Europa (1998) und Geburt der Zeit. Eine Geschichte der Bilder und Begriffe (1999).
Von September 2000 bis März 2011 war Ottomeyer Generaldirektor des Deutschen Historischen Museums (DHM) in Berlin und ab 2009 Präsident der Stiftung. Ein wesentlicher Beitrag für das Haus war die Konzeption und Verwirklichung der ständigen Ausstellung Deutsche Geschichte in Bildern und Zeugnissen in den beiden Geschossen des Berliner Zeughauses, die zu einem beispielhaften Erfolgsmodell der Geschichtsdarstellung wurde und auch international Würdigung fand.
Große von ihm initiierte und kuratierte Ausstellungen am DHM waren Die zweite Schöpfung. Bilder der industriellen Welt vom 18. Jahrhundert bis in die Gegenwart (2002), Die öffentliche Tafel. Tafelzeremoniell in Europa 1300–1900 (2002), Interieurs der Biedermeierzeit. Zimmeraquarelle aus fürstlichen Schlössern im Besitz des Hauses Hessen (2004), Zuwanderungsland Deutschland. Die Hugenotten (2005), Heiliges Römisches Reich Deutscher Nation 962–1806 (2006), Die Erfindung der Einfachheit – Biedermeier (2007), Novos Mundos – Neue Welten. Portugal und das Zeitalter der Entdeckungen (2007), Gründerzeit 1848–1871. Industrie & Lebensträume zwischen Vormärz und Kaiserreich (2008) und Kassandra. Visionen des Unheils 1914–1945 (2008).
Von 2003 bis 2011 war Ottomeyer Honorarprofessor für Neuere Geschichte an der Humboldt-Universität zu Berlin.
Seit 1989 wirkt er als Sachverständiger für Gemälde und Möbel bei der Sendereihe Kunst und Krempel des Bayerischen Fernsehens mit.
Ottomeyers Forschungsschwerpunkte sind Politische Ikonographie in den Bildüberlieferungen Europas; Architektur- und Stilgeschichte 1700–1930: Spätbarock, Klassizismus, Empire und Biedermeier, Neoklassizismus und Jugendstil; europäische Innenarchitektur: Geschichte der Raumgestaltung, Möblierung und vergoldeten Bronzen; Zeremoniell: Geschichte der Tafel und des Gebrauchssilbers; Entwurfskunst, Design und Werbekunst.
Ottomeyer ist verheiratet und hat drei Kinder.

### Ehrenämter
- seit 2005 Mitglied des Wissenschaftlichen Beirates (Conseil scientifique) des Musée national du chateau de Versailles
- Mitglied des Conseil scientifique des Musée Gravelotte in Metz
- 2010–2013 Vizepräsident des Verwaltungsrates für das Haus der Geschichte Frankreichs (Maison de l’Histoire de France) in Paris

### Auszeichnungen
- 2008: Chevalier des Arts et des Lettres der Republik Frankreich
- 2010: Komtur des Ordens des Infanten Dom Henrique der Republik Portugal
- 2012: Iris Foundation Award for Outstanding Contributions to the Decorative Arts des Bard Graduate Centers, New York

## Schriften (Auswahl)
Neben den Katalogen der genannten Ausstellungen:
- Die Kroninsignien des Königreiches Bayern, München 1979
- Wittelsbacher Album. Interieurs königlicher Wohn- und Festräume 1799–1848, München 1979
- mit Peter Pröschel (Hrsg.): Vergoldete Bronzen. Bronzearbeiten des Spätbarock und Klassizismus, 2 Bde., 1986
- Jugendstil Möbel. Katalog der Möbelsammlung des Münchner Stadtmuseums, München 1988
- Zopf- und Biedermeiermöbel. Katalog der Möbelsammlung des Münchner Stadtmuseums, München 1991
- (Hrsg.): Münchner Räume. Modelle neuer Innenarchitektur, München 1991
- Neoklassizismus und Neue Sachlichkeit. Katalog der Möbelsammlung des Münchner Stadtmuseums, München 1993
- (Hrsg.): Die Möbel in der Münchner Residenz, München 1994–1998
- (Hrsg.): Wege in die Moderne. Jugendstil in München 1896 bis 1914, München 1997
- (Hrsg.): Heinrich Christoph Jussow: 1754–1825. Ein hessischer Architekt des Klassizismus, Worms 1999
- (Hrsg.): Tapetenkunst: französische Raumgestaltung und Innendekoration von 1730–1960 Sammlung Bernard Poteau, 2000
- (Hrsg.): Die Zeit im Wandel der Zeit, Kassel 2002
- Das Merseburger Medaillenkabinett, Kulturhistorisches Museum Schloß Merseburg, Berlin 2007
- (Hrsg.): Burg und Herrschaft, Dresden 2010
- (Hrsg.): Das Exponat als historisches Zeugnis. Präsentationsformen politischer Ikonographie, Dresden 2010